# Kissidougou (prefektura)
Kissidougou – prefektura w południowo-wschodniej części Gwinei, w regionie Faranah. Zajmuje powierzchnię 8300 km². W 1996 roku liczyła ok. 207 tys. mieszkańców. Siedzibą administracyjną prefektury jest miejscowość Kissidougou.